# KasperskyOS
卡巴斯基安全操作系统是由卡巴斯基实验室开发的一个专有的、部分POSIX兼容的微内核操作系统，其开发目标是创建专为关键工业系统设计的安全操作系统。该操作系统的代码为从头开始编写，不基于任何现有项目。

## 开发历程
该项目的开发始于2002年11月11日，这同时被反映在内部开发代号《11.11》上。2012年10月在尤金·卡巴斯基的博客上首次宣布了该操作系统。2013年12月，合作伙伴开展了该系统的Beta测试。
|                                 | 首先，我们的系统高度专业化，它旨在解决一个具体问题，而不是设计用来为玩《半条命》、做视频编辑或者逛社交媒体。其次，我们正在研究一种编写软件的方法，它原则上（通过设计）将使软件无法执行未声明的功能...这是一个领先时代的、可验证的技术。 |
| ——Евгений Касперский 16.10.2012 | |

卡巴斯基实验室未计划创建可分发给最终用户的版本。操作系统将通过实施工业ACY（自动控制系统）的集成合作伙伴分发。2014年10月接受Gazeta.ru采访时，尤金·卡巴斯基说：
|                      | 有几家公司已经着手基于我们的操作系统创造其硬件。它们尚未发售。 |
| ——Евгений Касперский |                                                                |

在操作系统安全保护的研发中，诞生了一个“Kaspersky Security System”模块，它可以内置于PikeOS或Linux。2015年2月，该公司宣布与PikeOS的制造商SYSGO建立合作伙伴关系。
2016年8月18日，该操作系统宣告完成，首个搭载KasperskyOS的设备是Kraftway公司的三层網路交換器。
2017年2月15日，该系统正式发布。
2019年3月，有报道称，卡巴斯基实验室正在基于现有的KasperskyOS开发安全的移动操作系统。
2021年4月，首款基于KasperskyOS的商业产品推出——面向工業物聯網的卡巴斯基物联网安全网关100（Kaspersky IoT Secure Gateway 100）。该网关由卡巴斯基实验室与其子公司Aprotech联合开发，据称是第一款具有“网络免疫”特性的设备。
2021年11月，卡巴斯基实验室公开发布了免费的面向开发者和爱好者的KasperskyOS社区版（KasperskyOS Community Edition），该版本支持在Raspberry Pi 4 Model B平台上运行。商业产品开发人员仍需与卡巴斯基实验室联系，就合作方案进行磋商。

## 特点

### 微内核结构
KasperskyOS基于微内核结构，其内核提供进程和线程管理，内存管理，访问控制，同步，交付和硬件中斷管理，直接記憶體存取管理，实时交付，实时获取和控制描述符。驱动程序及其他模块以单独进程形式放置于使用者空間，通过系统调用的行程間通訊与内核交互。紧凑的内核使其易于移植到各种硬件平台。

### 进程间通信
KasperskyOS内核仅允许一种严格定义的进程间交互方法：訊息傳遞。
基于KasperskyOS的解决方案由类似进程的孤立的实体构成。实体之间通过接口相互交互，并与内核交互。在解决方案开发阶段，应已静态描述由实体实现的接口。实体间的交互被实现为两个消息的交换：请求和响应。要调用服务器实体的任何方法，客户端实体将发送一个请求。请求处理后，服务器将响应发送给客户端。消息传递引擎是同步的。
KasperskyOS中的实体交互控制被放在一个单独的子系统——Kaspersky Security System。该子系统分析发送的每个请求和响应，并基于指定的安全配置，决定允许或禁止消息的传递。

### 安全性
KasperskyOS的构筑基于“独立多级保护/安全性”概念（Multiple Independent Levels of Security，MILS），因此定义了严格的系统隔离原则和信息流管理策略。
KasperskyOS中最重要的组件之一是访问控制模块——Kaspersky Security System（KSS），该模块监控所有的进程间交互，并排除应用程序对具有关键进程和数据的内存保护区的访问。KSS模块在特权模式下执行。KSS支持多种访问规则和策略，可以自定义以满足客户的特定要求。默认设置下，它禁止安全策略未定义的任何操作。

### 虚拟化支持
KasperskyOS包含的组件之一有Kaspersky Secure Hypervisor（KSH）——一项允许客户使用硬件技术在KasperskyOS中运行来宾操作系统的虛擬化（VT-x）技术。KSH是“第二类”Hypervisor程序，支持Linux和Microsoft Windows作为来宾操作系统运行。通过使用KSH，客户可将可能不受信任的客户机操作系统与物理上运行在同一硬件平台上的关键服务相互隔离，借此减少攻击的可能性，并最大程度地降低利用软件安全漏洞造成的潜在损害。

## 拓展阅读
- «Лаборатория Касперского» приступила к тестированию собственной ОС. Подробности // CNews, 4.12.2013
- «Касперский» выпустил собственную ОС （页面存档备份，存于） // CNews, 18.08.2016